# Montessori-Oberschule Potsdam
Die Montessori-Oberschule Potsdam ist eine kombinierte Grund- und Oberschule, die aus einer ehemaligen Polytechnischen Oberschule hervorgegangen ist.
Sie folgt der Montessoripädagogik und befindet sich in Potsdam in der Nähe des Parks Sanssouci.

## Schulorganisation
Die kombinierte Schule hatte im Schuljahr 2008/2009 450 Schüler aus den Bundesländern Brandenburg und Berlin.
Es werden zehn Jahrgangsstufen unterrichtet, Grund- und Gesamtschulzweig sind also integriert.

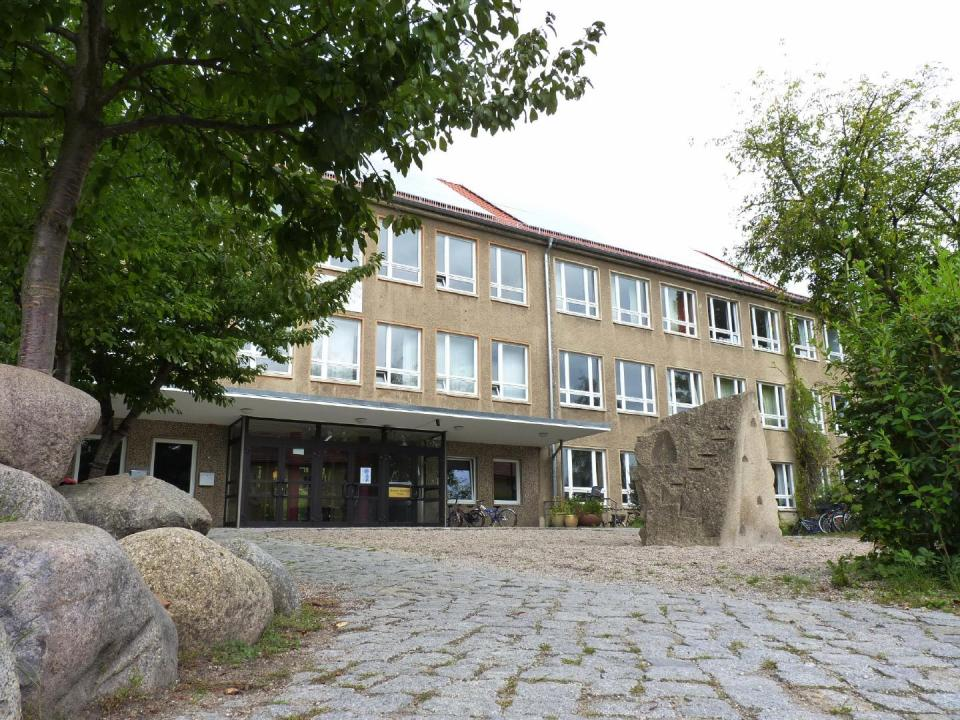
Draußen vor der Oberschule

Pädagogische Grundlage ist die Montessorierziehung. Als besonderes pädagogisches Konzept bekommen die Schüler der siebten und achten Klassen keine Hausaufgaben auf, sondern müssen stattdessen regelmäßig Vorträge halten. Wie an Grund- und Gesamtschulen üblich, existieren nachmittägliche Arbeitsgemeinschaften. In der Schule tragen die Schüler nur ihre Hausschuhe. Die Montessori-Oberschule Potsdam ist Mitgliedsschule im Schulverbund Blick über den Zaun.

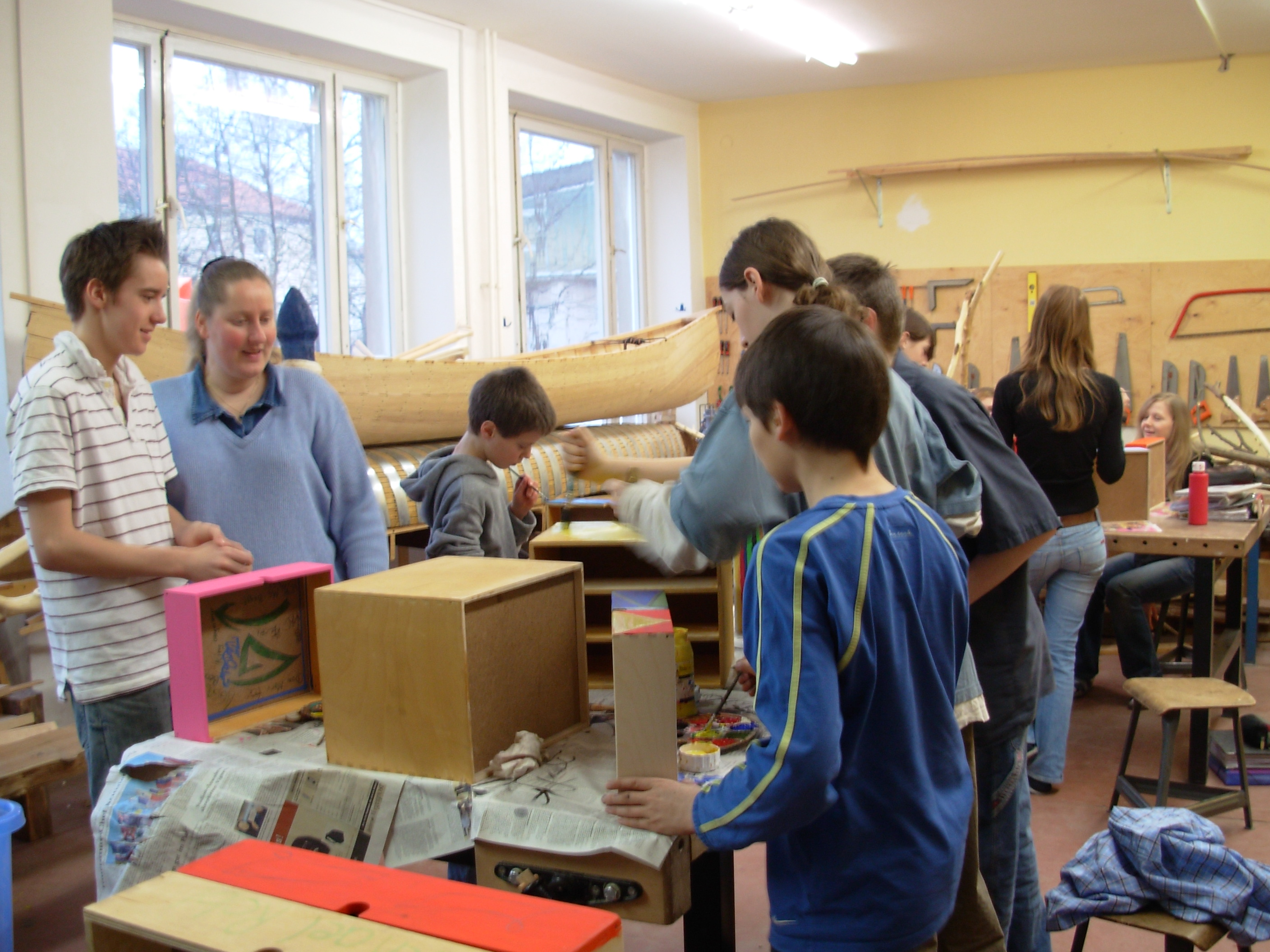
Kunstangebot

## Chronik
Die Karl-Liebknecht-Oberschule, die Vorgängerin der Montessori-Oberschule, wurde von 1957 bis 1961 erbaut. Die Schüleranzahl erreichte zu der Zeit fast 1000. 1973 wurden Klassen mit erweitertem Russisch-Unterricht ab der dritten Klasse eingerichtet.
Die ehemalige Polytechnische Oberschule wurde nach der Wende in eine kombinierte Grund- und Gesamtschule umgewandelt und vollzog mit einem weitgehend übernommenen Lehrpersonal einen weiteren Wandel hin zur Montessoripädagogik.
Im Jahr 2000 erhielt die Schule den neuen Namen Montessori-Oberschule Potsdam.
Im Schuljahr 2004/2005 nahm die Schule am denkmal-aktiv-Projekt der Deutschen Stiftung Denkmalschutz teil. Im Rahmen dieses Projektes setzten sich die Schüler fächerübergreifend (Kunst, Geisteswissenschaften, Naturwissenschaften, Deutsch) mit dem Begriff Kulturerbe auseinander. Sie wurden aktiv an den Verfahren der Restaurierung der Marmor-Skulpturen im Schlosspark Sanssouci beteiligt.
Im Dezember 2007 zählte die Oberschule zu den Preisträgern des Deutschen Schulpreises.
Seit 2008 befindet sich auf dem Dach der Schule eine große Bürgersolaranlage.
Die Schule ist Mitglied im Schulverbund 'Blick über den Zaun'.

## Austauschprogramme
Die Montessori Oberschule Potsdam hat zwei Austauschprogramme: Ein Französisch-Deutsch-Programm und ein Englisch-Deutsch-Programm.
Die Schule hat ein Austauschprogramm mit der Franciscan Montessori Earth School/Saint Francis Academy in Portland, Oregon, USA. Der letzte Austausch fand im Oktober 2009. Die deutschen Schüler fuhren nach Portland. Und im April 2010 kommen die amerikanischen Austauschschüler nach Potsdam.
Der französisch-deutsche Austausch existiert schon länger als der vorgenannte. Die Deutschen gehen in ein Internat in Frankreich. Sie bleiben dort für drei Monate. Zum Gegenbesuch kommen die Franzosen zu ihren Partnern und bleiben dort für zwei Wochen, in denen sie den Unterricht ihrer Partner besuchen.